# Lista di asteroidi (678001-679000)
Di seguito una lista di asteroidi dal numero 678001  al 679000 con data di scoperta e scopritore.

## 678001–678100
| Nome   | Designazione provvisoria | Data di scoperta  | Scopritore            |
| ------ | ------------------------ | ----------------- | --------------------- |
| 678001 | 2017 FH94                | 12 maggio 2012    | Pan-STARRS            |
| 678002 | 2017 FO94                | 3 ottobre 2003    | Spacewatch            |
| 678003 | 2017 FM95                | 9 ottobre 2007    | Mount Lemmon Survey   |
| 678004 | 2017 FC96                | 26 dicembre 2005  | Spacewatch            |
| 678005 | 2017 FU96                | 20 febbraio 2012  | Pan-STARRS            |
| 678006 | 2017 FG98                | 28 febbraio 2008  | Mount Lemmon Survey   |
| 678007 | 2017 FL98                | 27 ottobre 2005   | Mount Lemmon Survey   |
| 678008 | 2017 FB100               | 4 novembre 2012   | CSS                   |
| 678009 | 2017 FX100               | 29 settembre 2009 | Mount Lemmon Survey   |
| 678010 | 2017 FE101               | 25 marzo 2017     | Mount Lemmon Survey   |
| 678011 | 2017 FE103               | 20 aprile 2006    | Spacewatch            |
| 678012 | 2017 FK106               | 28 gennaio 2011   | Mount Lemmon Survey   |
| 678013 | 2017 FH107               | 19 novembre 2009  | Mount Lemmon Survey   |
| 678014 | 2017 FC110               | 31 gennaio 2006   | Spacewatch            |
| 678015 | 2017 FG111               | 10 gennaio 2007   | Mount Lemmon Survey   |
| 678016 | 2017 FH113               | 19 settembre 2003 | Spacewatch            |
| 678017 | 2017 FU117               | 18 ottobre 2011   | Mount Lemmon Survey   |
| 678018 | 2017 FA121               | 25 aprile 2012    | Mount Lemmon Survey   |
| 678019 | 2017 FV121               | 18 settembre 2003 | Spacewatch            |
| 678020 | 2017 FW121               | 8 febbraio 2013   | Spacewatch            |
| 678021 | 2017 FZ124               | 27 maggio 2012    | Mount Lemmon Survey   |
| 678022 | 2017 FC125               | 9 ottobre 2008    | Spacewatch            |
| 678023 | 2017 FD125               | 8 gennaio 2011    | Mount Lemmon Survey   |
| 678024 | 2017 FL125               | 10 marzo 2000     | Spacewatch            |
| 678025 | 2017 FV125               | 4 marzo 2017      | Pan-STARRS            |
| 678026 | 2017 FD126               | 7 agosto 2008     | Spacewatch            |
| 678027 | 2017 FH126               | 4 dicembre 2015   | Mount Lemmon Survey   |
| 678028 | 2017 FB127               | 31 gennaio 2006   | Mount Lemmon Survey   |
| 678029 | 2017 FR129               | 19 ottobre 2011   | Mount Lemmon Survey   |
| 678030 | 2017 FU129               | 19 marzo 2013     | Pan-STARRS            |
| 678031 | 2017 FP130               | 15 maggio 2007    | Mount Lemmon Survey   |
| 678032 | 2017 FQ130               | 4 marzo 2006      | Mount Lemmon Survey   |
| 678033 | 2017 FR130               | 14 novembre 2015  | Mount Lemmon Survey   |
| 678034 | 2017 FF132               | 7 ottobre 2004    | Spacewatch            |
| 678035 | 2017 FA133               | 23 marzo 2003     | SDSS Collaboration    |
| 678036 | 2017 FE133               | 22 ottobre 2005   | Spacewatch            |
| 678037 | 2017 FL133               | 11 aprile 2013    | Mount Lemmon Survey   |
| 678038 | 2017 FO133               | 27 gennaio 2006   | Mount Lemmon Survey   |
| 678039 | 2017 FR134               | 2 febbraio 2012   | Spacewatch            |
| 678040 | 2017 FH136               | 31 luglio 2014    | Pan-STARRS            |
| 678041 | 2017 FK136               | 8 maggio 2006     | Mount Lemmon Survey   |
| 678042 | 2017 FM136               | 1 dicembre 2005   | Spacewatch            |
| 678043 | 2017 FS136               | 26 marzo 2017     | Mount Lemmon Survey   |
| 678044 | 2017 FZ137               | 4 marzo 2011      | Spacewatch            |
| 678045 | 2017 FB138               | 28 settembre 2003 | Spacewatch            |
| 678046 | 2017 FE138               | 18 agosto 2014    | Pan-STARRS            |
| 678047 | 2017 FN138               | 27 settembre 2009 | Mount Lemmon Survey   |
| 678048 | 2017 FM139               | 22 agosto 2004    | Spacewatch            |
| 678049 | 2017 FN139               | 21 marzo 2012     | Mount Lemmon Survey   |
| 678050 | 2017 FV139               | 4 gennaio 2016    | Pan-STARRS            |
| 678051 | 2017 FN142               | 8 marzo 2005      | Mount Lemmon Survey   |
| 678052 | 2017 FX144               | 16 luglio 2013    | Pan-STARRS            |
| 678053 | 2017 FZ144               | 29 settembre 2010 | Mount Lemmon Survey   |
| 678054 | 2017 FV149               | 25 gennaio 2006   | Spacewatch            |
| 678055 | 2017 FR153               | 3 maggio 2006     | Mount Lemmon Survey   |
| 678056 | 2017 FK155               | 10 settembre 2013 | Pan-STARRS            |
| 678057 | 2017 FL156               | 18 luglio 2004    | SSS                   |
| 678058 | 2017 FH157               | 18 febbraio 2010  | Spacewatch            |
| 678059 | 2017 FB158               | 7 ottobre 2008    | Mount Lemmon Survey   |
| 678060 | 2017 FP159               | 27 febbraio 2009  | Spacewatch            |
| 678061 | 2017 FC160               | 4 gennaio 2016    | Pan-STARRS            |
| 678062 | 2017 FR161               | 28 febbraio 2012  | Pan-STARRS            |
| 678063 | 2017 FD164               | 20 marzo 2017     | Pan-STARRS            |
| 678064 | 2017 FK164               | 20 marzo 2017     | Pan-STARRS            |
| 678065 | 2017 FC166               | 20 marzo 2017     | Pan-STARRS            |
| 678066 | 2017 FE171               | 18 maggio 2007    | Spacewatch            |
| 678067 | 2017 FO188               | 23 marzo 2017     | Pan-STARRS            |
| 678068 | 2017 FX193               | 25 marzo 2017     | Mount Lemmon Survey   |
| 678069 | 2017 FK198               | 28 marzo 2017     | Pan-STARRS            |
| 678070 | 2017 GO                  | 26 aprile 2006    | Spacewatch            |
| 678071 | 2017 GR2                 | 1 ottobre 2008    | Spacewatch            |
| 678072 | 2017 GO3                 | 2 febbraio 2006   | Mount Lemmon Survey   |
| 678073 | 2017 GK5                 | 30 ottobre 2013   | Spacewatch            |
| 678074 | 2017 GO8                 | 27 agosto 2014    | Pan-STARRS            |
| 678075 | 2017 GQ8                 | 27 agosto 2009    | Spacewatch            |
| 678076 | 2017 GC13                | 13 giugno 2005    | Spacewatch            |
| 678077 | 2017 GD14                | 6 aprile 2017     | Mount Lemmon Survey   |
| 678078 | 2017 GS14                | 1 aprile 2017     | Pan-STARRS            |
| 678079 | 2017 GQ17                | 29 marzo 2017     | Pan-STARRS            |
| 678080 | 2017 HD1                 | 2 settembre 2008  | N. Teamo, S. F. Hönig |
| 678081 | 2017 HD2                 | 25 luglio 2015    | Pan-STARRS            |
| 678082 | 2017 HM5                 | 20 novembre 2008  | Spacewatch            |
| 678083 | 2017 HD6                 | 6 agosto 2007     | LUSS                  |
| 678084 | 2017 HW6                 | 25 agosto 2014    | Pan-STARRS            |
| 678085 | 2017 HY6                 | 1 settembre 2013  | Mount Lemmon Survey   |
| 678086 | 2017 HC8                 | 21 novembre 2003  | Spacewatch            |
| 678087 | 2017 HK9                 | 6 maggio 2006     | Mount Lemmon Survey   |
| 678088 | 2017 HE10                | 24 marzo 2014     | Pan-STARRS            |
| 678089 | 2017 HN10                | 28 gennaio 2000   | Spacewatch            |
| 678090 | 2017 HR13                | 30 luglio 2014    | Pan-STARRS            |
| 678091 | 2017 HM14                | 19 aprile 2017    | Mount Lemmon Survey   |
| 678092 | 2017 HW16                | 24 novembre 2003  | Kitt Peak Obs.        |
| 678093 | 2017 HM17                | 26 settembre 2011 | Mount Lemmon Survey   |
| 678094 | 2017 HZ17                | 18 marzo 2010     | Spacewatch            |
| 678095 | 2017 HD21                | 24 marzo 2017     | Pan-STARRS            |
| 678096 | 2017 HG21                | 27 gennaio 2006   | Mount Lemmon Survey   |
| 678097 | 2017 HS22                | 25 novembre 2009  | Spacewatch            |
| 678098 | 2017 HA25                | 25 aprile 2017    | ESA OGS               |
| 678099 | 2017 HZ31                | 26 ottobre 2008   | Mount Lemmon Survey   |
| 678100 | 2017 HF32                | 8 luglio 2014     | Pan-STARRS            |

## 678101–678200
| Nome                    | Designazione provvisoria | Data di scoperta  | Scopritore          |
| ----------------------- | ------------------------ | ----------------- | ------------------- |
| 678101                  | 2017 HC33                | 3 ottobre 2013    | Pan-STARRS          |
| 678102                  | 2017 HE33                | 20 agosto 2008    | Spacewatch          |
| 678103                  | 2017 HX33                | 14 febbraio 2013  | Mount Lemmon Survey |
| 678104                  | 2017 HC36                | 19 ottobre 2003   | SDSS Collaboration  |
| 678105                  | 2017 HN37                | 23 marzo 2017     | Pan-STARRS          |
| 678106                  | 2017 HD40                | 25 ottobre 2005   | Mount Lemmon Survey |
| 678107                  | 2017 HW49                | 2 settembre 2014  | Pan-STARRS          |
| 678108                  | 2017 HE56                | 13 febbraio 2013  | Pan-STARRS          |
| 678109                  | 2017 HB63                | 20 aprile 2017    | Mount Lemmon Survey |
| 678110                  | 2017 HK63                | 10 maggio 1996    | Spacewatch          |
| 678111                  | 2017 HO63                | 25 aprile 2017    | Pan-STARRS          |
| 678112                  | 2017 HJ67                | 19 aprile 2017    | Pan-STARRS          |
| 678113                  | 2017 HU75                | 25 aprile 2017    | Pan-STARRS          |
| 678114                  | 2017 JN                  | 22 settembre 2003 | Spacewatch          |
| 678115                  | 2017 JT3                 | 15 settembre 2014 | Mount Lemmon Survey |
| 678116                  | 2017 JF7                 | 4 maggio 2017     | Pan-STARRS          |
| 678117                  | 2017 JL10                | 26 aprile 2017    | Pan-STARRS          |
| 678118                  | 2017 KS1                 | 12 marzo 2011     | Mount Lemmon Survey |
| 678119                  | 2017 KB2                 | 21 aprile 2012    | Pan-STARRS          |
| 678120                  | 2017 KM2                 | 29 marzo 2017     | Pan-STARRS          |
| 678121                  | 2017 KZ5                 | 3 aprile 2006     | La Silla Obs.       |
| 678122                  | 2017 KD7                 | 16 maggio 2013    | Mount Lemmon Survey |
| 678123                  | 2017 KP9                 | 19 novembre 2008  | Spacewatch          |
| 678124                  | 2017 KW12                | 7 marzo 2013      | Spacewatch          |
| 678125                  | 2017 KY12                | 25 aprile 2017    | Pan-STARRS          |
| 678126                  | 2017 KC13                | 7 giugno 2013     | Pan-STARRS          |
| 678127                  | 2017 KU15                | 22 dicembre 2005  | Spacewatch          |
| 678128                  | 2017 KQ19                | 5 dicembre 2008   | Mount Lemmon Survey |
| 678129                  | 2017 KM20                | 20 agosto 2014    | Pan-STARRS          |
| 678130                  | 2017 KQ22                | 23 settembre 2011 | Pan-STARRS          |
| 678131                  | 2017 KX24                | 6 novembre 2015   | Mount Lemmon Survey |
| 678132                  | 2017 KA29                | 1 dicembre 2015   | Pan-STARRS          |
| 678133                  | 2017 KR29                | 19 novembre 2003  | Spacewatch          |
| 678134                  | 2017 KX31                | 22 aprile 2017    | Mount Lemmon Survey |
| 678135                  | 2017 KM33                | 20 maggio 2006    | Spacewatch          |
| 678136                  | 2017 KF34                | 5 maggio 2017     | Mount Lemmon Survey |
| 678137                  | 2017 KG34                | 23 gennaio 2014   | Mount Lemmon Survey |
| 678138                  | 2017 KZ35                | 17 gennaio 2015   | Pan-STARRS          |
| 678139                  | 2017 KG36                | 19 marzo 2013     | Pan-STARRS          |
| 678140                  | 2017 KE41                | 17 maggio 2017    | Pan-STARRS          |
| 678141                  | 2017 KZ42                | 21 maggio 2017    | Pan-STARRS          |
| 678142                  | 2017 KE44                | 27 maggio 2017    | Pan-STARRS          |
| 678143                  | 2017 LY1                 | 19 settembre 2014 | Pan-STARRS          |
| 678144                  | 2017 LE2                 | 2 giugno 2017     | CTIO-DECam          |
| 678145                  | 2017 LZ2                 | 4 giugno 2017     | Spacewatch          |
| 678146                  | 2017 LE3                 | 28 marzo 2016     | CTIO-DECam          |
| 678147                  | 2017 ML1                 | 4 aprile 2017     | Pan-STARRS          |
| 678148                  | 2017 MT3                 | 20 maggio 2012    | Pan-STARRS          |
| 678149                  | 2017 ML9                 | 21 giugno 2017    | Pan-STARRS          |
| 678150                  | 2017 MP11                | 25 giugno 2017    | Pan-STARRS          |
| 678151                  | 2017 ME15                | 23 giugno 2017    | Pan-STARRS          |
| 678152                  | 2017 MP16                | 25 giugno 2017    | Pan-STARRS          |
| 678153                  | 2017 MC18                | 26 giugno 2017    | Mount Lemmon Survey |
| 678154                  | 2017 MA20                | 26 settembre 2013 | CSS                 |
| 678155                  | 2017 MY20                | 24 giugno 2017    | Pan-STARRS          |
| 678156                  | 2017 MA32                | 20 gennaio 2015   | Mount Lemmon Survey |
| 678157                  | 2017 MT32                | 14 novembre 2010  | Mount Lemmon Survey |
| 678158                  | 2017 NJ                  | 8 gennaio 2013    | Pan-STARRS          |
| 678159                  | 2017 NZ                  | 1 febbraio 2006   | Mount Lemmon Survey |
| 678160                  | 2017 NO1                 | 21 agosto 2004    | SSS                 |
| 678161                  | 2017 NY4                 | 30 ottobre 2013   | CSS                 |
| 678162                  | 2017 NT7                 | 5 luglio 2017     | Pan-STARRS          |
| 678163                  | 2017 NW11                | 4 luglio 2017     | Pan-STARRS          |
| 678164                  | 2017 NB12                | 1 luglio 2017     | Pan-STARRS          |
| 678165                  | 2017 NZ12                | 1 luglio 2017     | Pan-STARRS          |
| 678166                  | 2017 NQ18                | 1 luglio 2017     | Pan-STARRS          |
| 678167                  | 2017 OA3                 | 22 luglio 2017    | Pan-STARRS          |
| 678168                  | 2017 OE4                 | 17 agosto 2006    | NEAT                |
| 678169                  | 2017 OH6                 | 28 ottobre 2014   | Pan-STARRS          |
| 678170                  | 2017 ON8                 | 5 luglio 2017     | Pan-STARRS          |
| 678171                  | 2017 OJ9                 | 16 marzo 2016     | Mount Lemmon Survey |
| 678172                  | 2017 ON9                 | 11 giugno 2013    | Mount Lemmon Survey |
| 678173                  | 2017 OA12                | 2 ottobre 2013    | Pan-STARRS          |
| 678174                  | 2017 OO12                | 21 giugno 2017    | Pan-STARRS          |
| 678175                  | 2017 OD17                | 29 agosto 2006    | Spacewatch          |
| 678176                  | 2017 OG17                | 5 ottobre 2013    | Pan-STARRS          |
| 678177                  | 2017 OY19                | 24 maggio 2014    | Pan-STARRS          |
| 678178                  | 2017 OY28                | 3 aprile 2008     | Mount Lemmon Survey |
| 678179                  | 2017 OG30                | 25 febbraio 2015  | Pan-STARRS          |
| 678180                  | 2017 OL31                | 3 ottobre 2014    | Mount Lemmon Survey |
| 678181                  | 2017 OD35                | 20 gennaio 2015   | Pan-STARRS          |
| 678182                  | 2017 OQ43                | 27 luglio 2017    | Pan-STARRS          |
| 678183                  | 2017 OC49                | 15 maggio 2005    | Mount Lemmon Survey |
| 678184                  | 2017 OQ49                | 4 marzo 2005      | Spacewatch          |
| 678185                  | 2017 OU51                | 11 febbraio 2011  | Mount Lemmon Survey |
| 678186                  | 2017 OW57                | 30 luglio 2017    | Pan-STARRS          |
| 678187                  | 2017 OG59                | 18 settembre 2003 | NEAT                |
| 678188                  | 2017 OR60                | 9 febbraio 2016   | Pan-STARRS          |
| 678189                  | 2017 OV60                | 6 ottobre 2013    | CSS                 |
| 678190                  | 2017 OW62                | 23 giugno 2007    | Spacewatch          |
| (678191) 2017 OF69      | 2017 OF69                | 26 luglio 2017    | Mauna Kea           |
| 678192                  | 2017 OQ69                | 30 luglio 2017    | Pan-STARRS          |
| 678193                  | 2017 OB70                | 6 settembre 2008  | CSS                 |
| 678194                  | 2017 OK70                | 30 luglio 2017    | Pan-STARRS          |
| 678195                  | 2017 OR72                | 19 aprile 2015    | CTIO-DECam          |
| 678196                  | 2017 OW84                | 25 luglio 2017    | Pan-STARRS          |
| 678197                  | 2017 OZ84                | 30 luglio 2017    | Pan-STARRS          |
| 678198 Jeanmariferenbac | 2017 OA85                | 9 ottobre 2013    | M. Ory              |
| 678199                  | 2017 OO88                | 30 luglio 2017    | Pan-STARRS          |
| 678200                  | 2017 OL89                | 23 febbraio 2015  | Pan-STARRS          |

## 678201–678300
| Nome                  | Designazione provvisoria | Data di scoperta  | Scopritore                          |
| --------------------- | ------------------------ | ----------------- | ----------------------------------- |
| 678201                | 2017 OX89                | 24 luglio 2017    | Pan-STARRS                          |
| 678202                | 2017 OK92                | 12 marzo 2016     | Pan-STARRS                          |
| 678203                | 2017 OP92                | 30 luglio 2017    | Pan-STARRS                          |
| 678204                | 2017 OS92                | 30 luglio 2017    | Pan-STARRS                          |
| 678205                | 2017 OL96                | 26 luglio 2017    | Pan-STARRS                          |
| 678206                | 2017 OP104               | 25 luglio 2017    | Pan-STARRS                          |
| 678207                | 2017 OW106               | 29 luglio 2017    | Pan-STARRS                          |
| 678208                | 2017 OK114               | 27 luglio 2017    | Pan-STARRS                          |
| 678209                | 2017 OX119               | 30 luglio 2017    | Pan-STARRS                          |
| 678210                | 2017 ON122               | 6 ottobre 2013    | CSS                                 |
| 678211                | 2017 OZ122               | 28 marzo 2016     | CTIO-DECam                          |
| 678212                | 2017 OG126               | 30 luglio 2017    | Pan-STARRS                          |
| 678213                | 2017 OV166               | 18 gennaio 2009   | Spacewatch                          |
| 678214                | 2017 PB4                 | 4 settembre 2008  | Spacewatch                          |
| 678215                | 2017 PV5                 | 26 febbraio 2011  | Mount Lemmon Survey                 |
| 678216                | 2017 PN11                | 27 febbraio 2006  | Mount Lemmon Survey                 |
| 678217                | 2017 PO12                | 1 agosto 2017     | Pan-STARRS                          |
| 678218                | 2017 PY12                | 3 settembre 2013  | F. Hormuth                          |
| 678219                | 2017 PS13                | 1 agosto 2017     | Pan-STARRS                          |
| 678220                | 2017 PC16                | 5 ottobre 2013    | Spacewatch                          |
| 678221                | 2017 PH17                | 1 agosto 2017     | Pan-STARRS                          |
| 678222                | 2017 PX20                | 24 novembre 2013  | Pan-STARRS                          |
| 678223                | 2017 PB22                | 3 ottobre 2013    | Mount Lemmon Survey                 |
| 678224                | 2017 PO25                | 7 maggio 2014     | Mount Lemmon Survey                 |
| 678225                | 2017 PT26                | 17 luglio 2012    | Alianza S4 Obs.                     |
| 678226                | 2017 PN27                | 18 giugno 2013    | Pan-STARRS                          |
| 678227                | 2017 PR29                | 27 febbraio 2012  | Pan-STARRS                          |
| 678228                | 2017 PK30                | 25 luglio 2017    | Pan-STARRS                          |
| 678229                | 2017 PK31                | 7 febbraio 2011   | Mount Lemmon Survey                 |
| 678230                | 2017 PL33                | 4 settembre 2008  | Spacewatch                          |
| 678231                | 2017 PA34                | 5 gennaio 2012    | Pan-STARRS                          |
| 678232                | 2017 PB41                | 27 dicembre 2005  | Spacewatch                          |
| 678233                | 2017 PD41                | 10 febbraio 2016  | Pan-STARRS                          |
| 678234                | 2017 PR41                | 1 agosto 2017     | Pan-STARRS                          |
| 678235                | 2017 PE42                | 1 agosto 2017     | Pan-STARRS                          |
| 678236                | 2017 PL42                | 3 agosto 2017     | Pan-STARRS                          |
| 678237                | 2017 PX42                | 3 agosto 2017     | Pan-STARRS                          |
| 678238                | 2017 PB43                | 4 agosto 2017     | Pan-STARRS                          |
| 678239                | 2017 PQ43                | 18 aprile 2015    | CTIO-DECam                          |
| 678240                | 2017 PU43                | 1 agosto 2017     | Pan-STARRS                          |
| 678241                | 2017 PJ45                | 5 agosto 2017     | Pan-STARRS                          |
| 678242                | 2017 PK45                | 4 agosto 2017     | Pan-STARRS                          |
| 678243                | 2017 PO48                | 4 agosto 2017     | Pan-STARRS                          |
| 678244                | 2017 PU48                | 4 agosto 2017     | Pan-STARRS                          |
| 678245                | 2017 PE49                | 8 luglio 2003     | NEAT                                |
| 678246                | 2017 PS53                | 3 agosto 2017     | Pan-STARRS                          |
| 678247                | 2017 PT53                | 23 agosto 2004    | LONEOS                              |
| 678248                | 2017 PH54                | 3 agosto 2017     | Pan-STARRS                          |
| 678249                | 2017 PU54                | 1 agosto 2017     | Pan-STARRS                          |
| 678250                | 2017 PY54                | 1 agosto 2017     | Pan-STARRS                          |
| 678251                | 2017 PC55                | 3 agosto 2017     | Pan-STARRS                          |
| 678252                | 2017 PA59                | 1 agosto 2017     | Pan-STARRS                          |
| 678253                | 2017 PV63                | 15 agosto 2017    | Pan-STARRS                          |
| 678254                | 2017 PY65                | 3 maggio 2016     | CTIO-DECam                          |
| 678255                | 2017 PN76                | 22 gennaio 2015   | Pan-STARRS                          |
| 678256                | 2017 QE                  | 17 settembre 2007 | W. Bickel                           |
| 678257                | 2017 QE4                 | 3 ottobre 2013    | Mount Lemmon Survey                 |
| 678258                | 2017 QQ5                 | 12 aprile 2016    | Pan-STARRS                          |
| 678259                | 2017 QR8                 | 2 marzo 2011      | Mount Lemmon Survey                 |
| 678260                | 2017 QR9                 | 24 luglio 2017    | Pan-STARRS                          |
| 678261                | 2017 QO12                | 20 dicembre 2004  | Spacewatch                          |
| 678262                | 2017 QZ14                | 31 ottobre 1999   | Spacewatch                          |
| 678263                | 2017 QP17                | 20 agosto 2017    | WISE                                |
| 678264                | 2017 QJ19                | 15 agosto 2017    | Pan-STARRS                          |
| 678265                | 2017 QP19                | 15 luglio 2013    | Pan-STARRS                          |
| 678266                | 2017 QB21                | 26 luglio 2017    | Pan-STARRS                          |
| 678267                | 2017 QM24                | 7 ottobre 2005    | Osservatorio di Mauna Kea           |
| 678268                | 2017 QN37                | 28 settembre 2003 | Spacewatch                          |
| 678269                | 2017 QC39                | 27 luglio 2017    | Pan-STARRS                          |
| 678270                | 2017 QP39                | 15 aprile 2008    | Mount Lemmon Survey                 |
| 678271                | 2017 QU40                | 16 marzo 2012     | Mount Lemmon Survey                 |
| 678272                | 2017 QF42                | 11 settembre 2007 | F. Kugel                            |
| 678273                | 2017 QT46                | 3 ottobre 2013    | Pan-STARRS                          |
| 678274                | 2017 QX46                | 27 gennaio 2012   | Mount Lemmon Survey                 |
| 678275                | 2017 QL48                | 28 gennaio 2007   | Mount Lemmon Survey                 |
| 678276                | 2017 QV50                | 4 marzo 2016      | Pan-STARRS                          |
| 678277                | 2017 QU51                | 17 gennaio 2007   | Spacewatch                          |
| 678278                | 2017 QO52                | 16 febbraio 2015  | Pan-STARRS                          |
| 678279                | 2017 QR52                | 21 marzo 2009     | Mount Lemmon Survey                 |
| 678280                | 2017 QL53                | 7 agosto 2013     | Spacewatch                          |
| 678281                | 2017 QM53                | 5 luglio 2017     | Pan-STARRS                          |
| 678282                | 2017 QQ53                | 3 aprile 2008     | Spacewatch                          |
| 678283                | 2017 QP54                | 9 marzo 2006      | Spacewatch                          |
| 678284                | 2017 QT54                | 20 giugno 2013    | Pan-STARRS                          |
| 678285                | 2017 QD56                | 11 ottobre 2006   | Spacewatch                          |
| 678286                | 2017 QL56                | 17 novembre 2009  | Mount Lemmon Survey                 |
| 678287                | 2017 QW60                | 10 agosto 2008    | J. Skvarč                           |
| 678288                | 2017 QR63                | 25 luglio 2017    | Pan-STARRS                          |
| 678289                | 2017 QO64                | 18 gennaio 2015   | Spacewatch                          |
| 678290                | 2017 QZ64                | 12 aprile 2016    | Pan-STARRS                          |
| 678291                | 2017 QE65                | 20 novembre 2007  | Mount Lemmon Survey                 |
| 678292                | 2017 QG65                | 16 marzo 2007     | Spacewatch                          |
| 678293                | 2017 QP66                | 12 settembre 2010 | Osservatorio astronomico di Maiorca |
| 678294                | 2017 QT67                | 22 agosto 2017    | Pan-STARRS                          |
| 678295                | 2017 QE69                | 14 luglio 2016    | Pan-STARRS                          |
| 678296                | 2017 QH71                | 24 agosto 2017    | Pan-STARRS                          |
| 678297                | 2017 QC79                | 22 agosto 2017    | Pan-STARRS                          |
| 678298                | 2017 QX85                | 31 agosto 2017    | Pan-STARRS                          |
| 678299                | 2017 QF92                | 31 agosto 2017    | Pan-STARRS                          |
| 678300 Herbertcouriol | 2017 QM92                | 29 agosto 2017    | M. Ory                              |

## 678301–678400
| Nome   | Designazione provvisoria | Data di scoperta  | Scopritore                          |
| ------ | ------------------------ | ----------------- | ----------------------------------- |
| 678301 | 2017 QC93                | 8 febbraio 2011   | Mount Lemmon Survey                 |
| 678302 | 2017 QD96                | 17 agosto 2017    | Pan-STARRS                          |
| 678303 | 2017 QO97                | 24 agosto 2017    | Pan-STARRS                          |
| 678304 | 2017 QZ102               | 18 agosto 2017    | Pan-STARRS                          |
| 678305 | 2017 QS103               | 23 agosto 2017    | Pan-STARRS                          |
| 678306 | 2017 QA113               | 29 luglio 2017    | Pan-STARRS                          |
| 678307 | 2017 QC118               | 28 marzo 2016     | CTIO-DECam                          |
| 678308 | 2017 QZ121               | 29 luglio 2008    | Spacewatch                          |
| 678309 | 2017 QB124               | 24 agosto 2017    | Pan-STARRS                          |
| 678310 | 2017 QX126               | 22 agosto 2017    | Pan-STARRS                          |
| 678311 | 2017 QZ143               | 18 gennaio 2015   | Pan-STARRS                          |
| 678312 | 2017 QS158               | 20 gennaio 2015   | Pan-STARRS                          |
| 678313 | 2017 RJ                  | 5 febbraio 2011   | Pan-STARRS                          |
| 678314 | 2017 RQ                  | 20 gennaio 2015   | Pan-STARRS                          |
| 678315 | 2017 RA1                 | 2 dicembre 2015   | Pan-STARRS                          |
| 678316 | 2017 RB1                 | 8 dicembre 2015   | Pan-STARRS                          |
| 678317 | 2017 RH1                 | 4 dicembre 2015   | Pan-STARRS                          |
| 678318 | 2017 RE8                 | 16 agosto 2017    | Pan-STARRS                          |
| 678319 | 2017 RN9                 | 14 settembre 2017 | Pan-STARRS                          |
| 678320 | 2017 RB13                | 16 febbraio 2015  | Pan-STARRS                          |
| 678321 | 2017 RJ17                | 24 agosto 2017    | Pan-STARRS                          |
| 678322 | 2017 RK18                | 29 settembre 2001 | NEAT                                |
| 678323 | 2017 RN19                | 31 agosto 2017    | Mount Lemmon Survey                 |
| 678324 | 2017 RM20                | 1 ottobre 2008    | Mount Lemmon Survey                 |
| 678325 | 2017 RR20                | 27 luglio 2017    | Pan-STARRS                          |
| 678326 | 2017 RG21                | 16 gennaio 2015   | Pan-STARRS                          |
| 678327 | 2017 RR21                | 21 dicembre 2006  | Spacewatch                          |
| 678328 | 2017 RU21                | 13 aprile 2012    | Pan-STARRS                          |
| 678329 | 2017 RE24                | 4 aprile 2008     | Mount Lemmon Survey                 |
| 678330 | 2017 RF24                | 30 luglio 2008    | F. Kugel                            |
| 678331 | 2017 RO24                | 25 agosto 2012    | Spacewatch                          |
| 678332 | 2017 RJ26                | 10 agosto 2004    | A. Boattini, F. De Luise            |
| 678333 | 2017 RE28                | 28 ottobre 2008   | Mount Lemmon Survey                 |
| 678334 | 2017 RX29                | 30 luglio 2017    | Pan-STARRS                          |
| 678335 | 2017 RE31                | 21 gennaio 2015   | Pan-STARRS                          |
| 678336 | 2017 RD32                | 26 settembre 2008 | Spacewatch                          |
| 678337 | 2017 RG33                | 3 ottobre 2013    | Spacewatch                          |
| 678338 | 2017 RB38                | 18 agosto 2006    | Spacewatch                          |
| 678339 | 2017 RV38                | 21 dicembre 2006  | Mount Lemmon Survey                 |
| 678340 | 2017 RT41                | 26 gennaio 2006   | Spacewatch                          |
| 678341 | 2017 RR44                | 22 gennaio 2015   | Pan-STARRS                          |
| 678342 | 2017 RU44                | 15 aprile 2012    | Pan-STARRS                          |
| 678343 | 2017 RW44                | 27 luglio 2017    | Pan-STARRS                          |
| 678344 | 2017 RA45                | 18 settembre 2009 | Spacewatch                          |
| 678345 | 2017 RW48                | 8 novembre 2008   | Spacewatch                          |
| 678346 | 2017 RT49                | 8 febbraio 2002   | Spacewatch                          |
| 678347 | 2017 RB53                | 22 agosto 2017    | Pan-STARRS                          |
| 678348 | 2017 RS53                | 7 ottobre 2008    | Mount Lemmon Survey                 |
| 678349 | 2017 RW55                | 23 agosto 2003    | Cerro Tololo Obs.                   |
| 678350 | 2017 RE56                | 28 novembre 2013  | Mount Lemmon Survey                 |
| 678351 | 2017 RP56                | 4 marzo 2016      | Pan-STARRS                          |
| 678352 | 2017 RW56                | 1 novembre 2013   | Spacewatch                          |
| 678353 | 2017 RZ59                | 26 marzo 2001     | M. W. Buie, S. D. Kern              |
| 678354 | 2017 RB61                | 21 ottobre 2003   | Spacewatch                          |
| 678355 | 2017 RD62                | 1 ottobre 2008    | Spacewatch                          |
| 678356 | 2017 RR64                | 18 gennaio 2008   | Mount Lemmon Survey                 |
| 678357 | 2017 RW66                | 18 febbraio 2015  | Mount Lemmon Survey                 |
| 678358 | 2017 RD67                | 6 agosto 2008     | Osservatorio astronomico di Maiorca |
| 678359 | 2017 RG67                | 16 febbraio 2015  | Pan-STARRS                          |
| 678360 | 2017 RL67                | 4 marzo 2011      | Mount Lemmon Survey                 |
| 678361 | 2017 RQ68                | 12 settembre 2007 | Mount Lemmon Survey                 |
| 678362 | 2017 RT69                | 15 settembre 2010 | Mount Lemmon Survey                 |
| 678363 | 2017 RN72                | 4 novembre 2013   | Mount Lemmon Survey                 |
| 678364 | 2017 RK73                | 28 settembre 2008 | Mount Lemmon Survey                 |
| 678365 | 2017 RS74                | 14 settembre 2017 | Pan-STARRS                          |
| 678366 | 2017 RP77                | 28 gennaio 2015   | Pan-STARRS                          |
| 678367 | 2017 RL78                | 18 febbraio 2015  | Mount Lemmon Survey                 |
| 678368 | 2017 RM79                | 17 gennaio 2015   | Pan-STARRS                          |
| 678369 | 2017 RH82                | 29 dicembre 2008  | Spacewatch                          |
| 678370 | 2017 RF83                | 19 settembre 2006 | CSS                                 |
| 678371 | 2017 RS85                | 16 marzo 2015     | Mount Lemmon Survey                 |
| 678372 | 2017 RX87                | 17 settembre 2003 | Spacewatch                          |
| 678373 | 2017 RZ88                | 30 luglio 2017    | Pan-STARRS                          |
| 678374 | 2017 RD91                | 27 novembre 2013  | Pan-STARRS                          |
| 678375 | 2017 RS92                | 1 ottobre 2005    | Spacewatch                          |
| 678376 | 2017 RK93                | 31 ottobre 2008   | CSS                                 |
| 678377 | 2017 RN93                | 24 settembre 2008 | Spacewatch                          |
| 678378 | 2017 RX93                | 24 settembre 2000 | LINEAR                              |
| 678379 | 2017 RB95                | 4 novembre 2007   | Spacewatch                          |
| 678380 | 2017 RP97                | 1 novembre 2008   | Mount Lemmon Survey                 |
| 678381 | 2017 RV100               | 27 novembre 2009  | Mount Lemmon Survey                 |
| 678382 | 2017 RK101               | 14 luglio 2013    | Pan-STARRS                          |
| 678383 | 2017 RP103               | 27 agosto 2017    | PMO NEO                             |
| 678384 | 2017 RD104               | 12 marzo 2016     | Pan-STARRS                          |
| 678385 | 2017 RJ106               | 5 febbraio 2011   | Pan-STARRS                          |
| 678386 | 2017 RW106               | 24 ottobre 2008   | Spacewatch                          |
| 678387 | 2017 RH107               | 24 agosto 2012    | Spacewatch                          |
| 678388 | 2017 RC111               | 14 settembre 2017 | Pan-STARRS                          |
| 678389 | 2017 RY111               | 3 settembre 2017  | Pan-STARRS                          |
| 678390 | 2017 RU112               | 3 settembre 2017  | Mount Lemmon Survey                 |
| 678391 | 2017 RH119               | 18 aprile 2015    | CTIO-DECam                          |
| 678392 | 2017 RQ120               | 2 settembre 2017  | Pan-STARRS                          |
| 678393 | 2017 RS120               | 14 settembre 2017 | Pan-STARRS                          |
| 678394 | 2017 RW120               | 2 settembre 2017  | Pan-STARRS                          |
| 678395 | 2017 RH121               | 6 settembre 2017  | Pan-STARRS                          |
| 678396 | 2017 RL121               | 3 settembre 2017  | Pan-STARRS                          |
| 678397 | 2017 RN121               | 4 marzo 2016      | Pan-STARRS                          |
| 678398 | 2017 RC123               | 11 settembre 2017 | Pan-STARRS                          |
| 678399 | 2017 RH123               | 14 settembre 2017 | Pan-STARRS                          |
| 678400 | 2017 RY123               | 1 settembre 2017  | Mount Lemmon Survey                 |

## 678401–678500
| Nome                   | Designazione provvisoria | Data di scoperta  | Scopritore                          |
| ---------------------- | ------------------------ | ----------------- | ----------------------------------- |
| 678401                 | 2017 RP124               | 14 settembre 2017 | Pan-STARRS                          |
| 678402                 | 2017 RW124               | 9 ottobre 2008    | CSS                                 |
| 678403                 | 2017 RL132               | 31 agosto 2017    | Pan-STARRS                          |
| 678404                 | 2017 RM134               | 2 settembre 2017  | Pan-STARRS                          |
| 678405                 | 2017 RM139               | 1 settembre 2017  | Pan-STARRS                          |
| 678406                 | 2017 RX145               | 15 settembre 2017 | Pan-STARRS                          |
| 678407                 | 2017 SA4                 | 16 settembre 2017 | Pan-STARRS                          |
| 678408                 | 2017 SE7                 | 31 ottobre 2013   | CSS                                 |
| 678409                 | 2017 SU9                 | 21 agosto 2003    | NEAT                                |
| 678410                 | 2017 SA16                | 15 aprile 2012    | Pan-STARRS                          |
| 678411                 | 2017 SC19                | 28 aprile 2014    | CTIO-DECam                          |
| 678412                 | 2017 SD19                | 13 dicembre 2015  | Pan-STARRS                          |
| 678413                 | 2017 SV20                | 26 settembre 2017 | Pan-STARRS                          |
| 678414                 | 2017 SR21                | 6 settembre 2008  | Mount Lemmon Survey                 |
| 678415                 | 2017 SY23                | 4 marzo 2016      | Pan-STARRS                          |
| 678416                 | 2017 SC26                | 22 settembre 2017 | Pan-STARRS                          |
| 678417                 | 2017 SQ28                | 30 luglio 2017    | Pan-STARRS                          |
| 678418                 | 2017 SP29                | 7 settembre 2004  | NEAT                                |
| 678419                 | 2017 SQ29                | 28 settembre 2008 | CSS                                 |
| 678420                 | 2017 ST29                | 22 settembre 2017 | Pan-STARRS                          |
| 678421                 | 2017 SC30                | 1 maggio 2016     | CTIO-DECam                          |
| 678422                 | 2017 SM30                | 15 settembre 2007 | Spacewatch                          |
| 678423                 | 2017 SB31                | 24 novembre 2006  | Spacewatch                          |
| 678424                 | 2017 SN32                | 20 gennaio 2015   | Mount Lemmon Survey                 |
| 678425                 | 2017 SX33                | 13 luglio 2013    | Pan-STARRS                          |
| 678426                 | 2017 SM36                | 8 agosto 2004     | LINEAR                              |
| 678427                 | 2017 SW39                | 16 settembre 2012 | CSS                                 |
| 678428                 | 2017 SE41                | 18 maggio 2005    | NEAT                                |
| 678429                 | 2017 SX41                | 2 settembre 2017  | Pan-STARRS                          |
| 678430                 | 2017 SY41                | 26 settembre 2017 | Pan-STARRS                          |
| 678431                 | 2017 SE42                | 10 giugno 2007    | Spacewatch                          |
| 678432                 | 2017 SS42                | 1 agosto 2017     | Pan-STARRS                          |
| 678433                 | 2017 SF46                | 3 febbraio 2016   | Pan-STARRS                          |
| 678434                 | 2017 SX46                | 19 gennaio 2015   | Mount Lemmon Survey                 |
| 678435                 | 2017 SH48                | 22 gennaio 2015   | Pan-STARRS                          |
| 678436                 | 2017 SP48                | 11 ottobre 2005   | Spacewatch                          |
| 678437                 | 2017 SZ49                | 24 agosto 2017    | Pan-STARRS                          |
| 678438                 | 2017 SH50                | 25 ottobre 2013   | Mount Lemmon Survey                 |
| 678439                 | 2017 SY50                | 24 agosto 2017    | Pan-STARRS                          |
| 678440                 | 2017 SM54                | 3 maggio 2016     | Mount Lemmon Survey                 |
| 678441                 | 2017 SK56                | 7 dicembre 2013   | Mount Lemmon Survey                 |
| 678442                 | 2017 SY56                | 10 marzo 2016     | Pan-STARRS                          |
| 678443                 | 2017 SN59                | 28 dicembre 2013  | Spacewatch                          |
| 678444                 | 2017 SL60                | 28 marzo 2011     | Spacewatch                          |
| 678445                 | 2017 SV61                | 3 aprile 2016     | Pan-STARRS                          |
| 678446                 | 2017 SO62                | 24 settembre 2008 | Spacewatch                          |
| 678447                 | 2017 SG65                | 30 ottobre 2007   | Spacewatch                          |
| 678448                 | 2017 SN65                | 1 agosto 2017     | Pan-STARRS                          |
| 678449                 | 2017 SQ65                | 7 novembre 2008   | Mount Lemmon Survey                 |
| 678450                 | 2017 SW69                | 25 gennaio 2006   | Spacewatch                          |
| 678451                 | 2017 SQ73                | 20 aprile 2007    | Mount Lemmon Survey                 |
| 678452                 | 2017 SH75                | 1 novembre 2013   | Mount Lemmon Survey                 |
| 678453                 | 2017 SS75                | 28 settembre 2009 | Mount Lemmon Survey                 |
| 678454                 | 2017 SX75                | 19 ottobre 2008   | Spacewatch                          |
| 678455                 | 2017 SP78                | 9 aprile 2010     | Mount Lemmon Survey                 |
| 678456                 | 2017 SW80                | 7 marzo 2016      | Pan-STARRS                          |
| 678457                 | 2017 SG81                | 6 settembre 2008  | Spacewatch                          |
| 678458                 | 2017 SO81                | 31 agosto 2017    | Pan-STARRS                          |
| 678459                 | 2017 SC82                | 1 ottobre 2005    | Spacewatch                          |
| 678460                 | 2017 SY84                | 9 novembre 2013   | Mount Lemmon Survey                 |
| 678461                 | 2017 SL85                | 2 aprile 2011     | Mount Lemmon Survey                 |
| 678462                 | 2017 SW87                | 17 settembre 2017 | Pan-STARRS                          |
| 678463                 | 2017 SB92                | 27 aprile 2008    | Mount Lemmon Survey                 |
| 678464                 | 2017 SE93                | 28 novembre 2013  | Mount Lemmon Survey                 |
| 678465                 | 2017 SL93                | 2 aprile 2009     | Spacewatch                          |
| 678466                 | 2017 SP95                | 16 marzo 2015     | Mount Lemmon Survey                 |
| 678467                 | 2017 SF101               | 2 ottobre 2013    | Pan-STARRS                          |
| 678468                 | 2017 SO101               | 2 settembre 2017  | Pan-STARRS                          |
| 678469                 | 2017 SQ101               | 12 settembre 2013 | CSS                                 |
| 678470                 | 2017 SJ102               | 5 agosto 2013     | ESA OGS                             |
| 678471 Piermichelbergé | 2017 SM102               | 19 settembre 2017 | M. Ory                              |
| 678472                 | 2017 SE103               | 30 ottobre 2008   | Mount Lemmon Survey                 |
| 678473                 | 2017 SC104               | 15 settembre 2006 | Spacewatch                          |
| 678474                 | 2017 SZ105               | 18 aprile 2015    | CTIO-DECam                          |
| 678475                 | 2017 SA106               | 18 ottobre 2003   | Spacewatch                          |
| 678476                 | 2017 SG108               | 2 marzo 2011      | Mount Lemmon Survey                 |
| 678477                 | 2017 ST111               | 21 maggio 2012    | Mount Lemmon Survey                 |
| 678478                 | 2017 SX115               | 18 luglio 2013    | Pan-STARRS                          |
| 678479                 | 2017 SD116               | 24 settembre 2000 | LINEAR                              |
| 678480                 | 2017 SM116               | 11 ottobre 2007   | Mount Lemmon Survey                 |
| 678481                 | 2017 SC117               | 7 aprile 2005     | Spacewatch                          |
| 678482                 | 2017 SO125               | 27 marzo 2011     | Mount Lemmon Survey                 |
| 678483                 | 2017 SQ126               | 30 dicembre 2013  | Spacewatch                          |
| 678484                 | 2017 SV126               | 16 gennaio 2005   | Osservatorio di Mauna Kea           |
| 678485                 | 2017 SW129               | 14 luglio 2013    | Pan-STARRS                          |
| 678486                 | 2017 SN130               | 5 ottobre 2002    | Spacewatch                          |
| 678487                 | 2017 SN131               | 30 settembre 2006 | Mount Lemmon Survey                 |
| 678488                 | 2017 SB132               | 9 novembre 2013   | Pan-STARRS                          |
| 678489                 | 2017 SS132               | 30 settembre 2017 | Mount Lemmon Survey                 |
| 678490                 | 2017 SU132               | 26 settembre 2017 | Pan-STARRS                          |
| 678491                 | 2017 SB133               | 19 settembre 2017 | Pan-STARRS                          |
| 678492                 | 2017 SH133               | 22 settembre 2017 | Pan-STARRS                          |
| 678493                 | 2017 SJ135               | 20 maggio 2015    | CTIO-DECam                          |
| 678494                 | 2017 SW135               | 23 settembre 2017 | Pan-STARRS                          |
| 678495                 | 2017 SD136               | 6 agosto 2008     | Osservatorio astronomico di Maiorca |
| 678496                 | 2017 SJ136               | 6 novembre 2013   | CSS                                 |
| 678497                 | 2017 SQ136               | 30 settembre 2017 | Pan-STARRS                          |
| 678498                 | 2017 SW136               | 24 settembre 2017 | Pan-STARRS                          |
| 678499                 | 2017 SE137               | 28 settembre 2017 | Pan-STARRS                          |
| 678500                 | 2017 SW137               | 18 settembre 2017 | Pan-STARRS                          |

## 678501–678600
| Nome   | Designazione provvisoria | Data di scoperta  | Scopritore          |
| ------ | ------------------------ | ----------------- | ------------------- |
| 678501 | 2017 SU139               | 19 settembre 2017 | Pan-STARRS          |
| 678502 | 2017 SF140               | 23 aprile 2014    | CTIO-DECam          |
| 678503 | 2017 ST141               | 24 dicembre 2013  | Mount Lemmon Survey |
| 678504 | 2017 SZ141               | 22 settembre 2017 | Pan-STARRS          |
| 678505 | 2017 SQ143               | 29 settembre 2017 | Spacewatch          |
| 678506 | 2017 SB144               | 24 settembre 2017 | Pan-STARRS          |
| 678507 | 2017 SX149               | 21 settembre 2017 | CSS                 |
| 678508 | 2017 SS151               | 24 settembre 2017 | Pan-STARRS          |
| 678509 | 2017 SF153               | 22 settembre 2017 | Pan-STARRS          |
| 678510 | 2017 SF154               | 21 settembre 2017 | Pan-STARRS          |
| 678511 | 2017 SF155               | 16 settembre 2017 | Pan-STARRS          |
| 678512 | 2017 ST158               | 30 settembre 2017 | Pan-STARRS          |
| 678513 | 2017 SB183               | 22 settembre 2017 | Pan-STARRS          |
| 678514 | 2017 SK186               | 14 ottobre 2013   | Spacewatch          |
| 678515 | 2017 SM188               | 23 settembre 2017 | Pan-STARRS          |
| 678516 | 2017 SF189               | 30 settembre 2017 | Mount Lemmon Survey |
| 678517 | 2017 SH189               | 21 settembre 2017 | Pan-STARRS          |
| 678518 | 2017 SO189               | 19 settembre 2017 | Pan-STARRS          |
| 678519 | 2017 SU189               | 16 settembre 2017 | Pan-STARRS          |
| 678520 | 2017 SY192               | 22 maggio 2015    | CTIO-DECam          |
| 678521 | 2017 SR195               | 19 settembre 2017 | Pan-STARRS          |
| 678522 | 2017 SR196               | 23 settembre 2017 | Pan-STARRS          |
| 678523 | 2017 SC198               | 23 settembre 2017 | Pan-STARRS          |
| 678524 | 2017 SE198               | 23 settembre 2017 | Pan-STARRS          |
| 678525 | 2017 SX198               | 24 settembre 2017 | Pan-STARRS          |
| 678526 | 2017 SY198               | 22 settembre 2017 | Pan-STARRS          |
| 678527 | 2017 SC199               | 30 settembre 2017 | Pan-STARRS          |
| 678528 | 2017 SF199               | 23 settembre 2017 | Pan-STARRS          |
| 678529 | 2017 SV199               | 17 settembre 2017 | Pan-STARRS          |
| 678530 | 2017 SH200               | 24 settembre 2017 | Mount Lemmon Survey |
| 678531 | 2017 SM201               | 18 aprile 2015    | CTIO-DECam          |
| 678532 | 2017 SN201               | 26 settembre 2017 | Pan-STARRS          |
| 678533 | 2017 SJ202               | 30 settembre 2017 | Pan-STARRS          |
| 678534 | 2017 SC203               | 18 aprile 2015    | CTIO-DECam          |
| 678535 | 2017 SG203               | 30 settembre 2017 | Pan-STARRS          |
| 678536 | 2017 SS203               | 19 settembre 2017 | Pan-STARRS          |
| 678537 | 2017 SL204               | 17 settembre 2017 | Pan-STARRS          |
| 678538 | 2017 SM204               | 19 settembre 2017 | Pan-STARRS          |
| 678539 | 2017 SB206               | 27 settembre 2017 | Pan-STARRS          |
| 678540 | 2017 SM207               | 30 settembre 2017 | Pan-STARRS          |
| 678541 | 2017 SA208               | 25 settembre 2017 | Pan-STARRS          |
| 678542 | 2017 SK208               | 25 settembre 2017 | Pan-STARRS          |
| 678543 | 2017 SL208               | 26 settembre 2017 | Pan-STARRS          |
| 678544 | 2017 SG209               | 30 settembre 2017 | Pan-STARRS          |
| 678545 | 2017 SF210               | 19 aprile 2015    | CTIO-DECam          |
| 678546 | 2017 SP210               | 30 settembre 2017 | Pan-STARRS          |
| 678547 | 2017 SU210               | 19 settembre 2017 | Pan-STARRS          |
| 678548 | 2017 SV210               | 30 settembre 2017 | Pan-STARRS          |
| 678549 | 2017 SX210               | 30 settembre 2017 | Pan-STARRS          |
| 678550 | 2017 SD211               | 24 settembre 2017 | Pan-STARRS          |
| 678551 | 2017 SB213               | 23 settembre 2017 | Pan-STARRS          |
| 678552 | 2017 SO223               | 19 aprile 2015    | Mount Lemmon Survey |
| 678553 | 2017 SB227               | 17 settembre 2017 | Pan-STARRS          |
| 678554 | 2017 SW227               | 26 settembre 2017 | Pan-STARRS          |
| 678555 | 2017 SA233               | 28 agosto 2013    | CSS                 |
| 678556 | 2017 SE244               | 24 settembre 2017 | Pan-STARRS          |
| 678557 | 2017 ST246               | 18 aprile 2015    | CTIO-DECam          |
| 678558 | 2017 SR247               | 18 ottobre 2012   | Pan-STARRS          |
| 678559 | 2017 SZ247               | 3 aprile 2016     | Pan-STARRS          |
| 678560 | 2017 SR260               | 19 settembre 2017 | Pan-STARRS          |
| 678561 | 2017 TD2                 | 5 febbraio 2016   | Pan-STARRS          |
| 678562 | 2017 TA3                 | 14 gennaio 2016   | Pan-STARRS          |
| 678563 | 2017 TO3                 | 5 maggio 2008     | Mount Lemmon Survey |
| 678564 | 2017 TM5                 | 3 ottobre 1999    | Spacewatch          |
| 678565 | 2017 TZ7                 | 4 marzo 2016      | Pan-STARRS          |
| 678566 | 2017 TY8                 | 13 ottobre 2013   | Mount Lemmon Survey |
| 678567 | 2017 TR10                | 19 settembre 2017 | Pan-STARRS          |
| 678568 | 2017 TM11                | 16 ottobre 2013   | Mount Lemmon Survey |
| 678569 | 2017 TO11                | 7 gennaio 2010    | Mount Lemmon Survey |
| 678570 | 2017 TB14                | 21 settembre 2017 | Pan-STARRS          |
| 678571 | 2017 TK14                | 1 ottobre 2017    | Mount Lemmon Survey |
| 678572 | 2017 TM14                | 11 ottobre 2017   | Pan-STARRS          |
| 678573 | 2017 TV14                | 13 ottobre 2017   | Mount Lemmon Survey |
| 678574 | 2017 TZ15                | 1 ottobre 2017    | Pan-STARRS          |
| 678575 | 2017 TU16                | 2 ottobre 2017    | Pan-STARRS          |
| 678576 | 2017 TU18                | 20 maggio 2015    | CTIO-DECam          |
| 678577 | 2017 TK21                | 19 aprile 2015    | CTIO-DECam          |
| 678578 | 2017 TG22                | 24 settembre 2017 | CSS                 |
| 678579 | 2017 TG23                | 12 ottobre 2017   | Mount Lemmon Survey |
| 678580 | 2017 TO23                | 6 aprile 2008     | Spacewatch          |
| 678581 | 2017 TD25                | 19 settembre 2017 | Pan-STARRS          |
| 678582 | 2017 TE25                | 17 settembre 2017 | Pan-STARRS          |
| 678583 | 2017 TN26                | 17 settembre 2017 | Pan-STARRS          |
| 678584 | 2017 TS27                | 13 ottobre 2017   | Mount Lemmon Survey |
| 678585 | 2017 TD28                | 13 ottobre 2017   | Mount Lemmon Survey |
| 678586 | 2017 TN29                | 19 aprile 2015    | CTIO-DECam          |
| 678587 | 2017 TQ37                | 11 ottobre 2017   | Mount Lemmon Survey |
| 678588 | 2017 UM                  | 16 settembre 2004 | LINEAR              |
| 678589 | 2017 UM3                 | 3 agosto 2017     | Pan-STARRS          |
| 678590 | 2017 UE4                 | 29 luglio 2006    | SSS                 |
| 678591 | 2017 UU8                 | 29 luglio 2003    | CINEOS              |
| 678592 | 2017 UO10                | 10 novembre 2013  | Mount Lemmon Survey |
| 678593 | 2017 UM12                | 23 settembre 2008 | CSS                 |
| 678594 | 2017 US13                | 11 settembre 2010 | Mount Lemmon Survey |
| 678595 | 2017 UD15                | 26 novembre 2013  | Mount Lemmon Survey |
| 678596 | 2017 UL15                | 11 novembre 2007  | Mount Lemmon Survey |
| 678597 | 2017 UE17                | 9 ottobre 2013    | Mount Lemmon Survey |
| 678598 | 2017 UR18                | 24 agosto 2017    | Pan-STARRS          |
| 678599 | 2017 UE20                | 1 ottobre 2010    | T. Glinos           |
| 678600 | 2017 UQ21                | 24 agosto 2017    | Pan-STARRS          |

## 678601–678700
| Nome   | Designazione provvisoria | Data di scoperta  | Scopritore            |
| ------ | ------------------------ | ----------------- | --------------------- |
| 678601 | 2017 UT23                | 24 maggio 2011    | Pan-STARRS            |
| 678602 | 2017 UZ24                | 11 settembre 2007 | Spacewatch            |
| 678603 | 2017 UF29                | 20 gennaio 2015   | Pan-STARRS            |
| 678604 | 2017 UU30                | 27 giugno 2014    | Pan-STARRS            |
| 678605 | 2017 UC32                | 12 novembre 2001  | Spacewatch            |
| 678606 | 2017 UK34                | 20 agosto 2004    | Spacewatch            |
| 678607 | 2017 UX34                | 27 settembre 2006 | Mount Lemmon Survey   |
| 678608 | 2017 UN35                | 29 dicembre 2014  | Pan-STARRS            |
| 678609 | 2017 UY35                | 21 settembre 2017 | Pan-STARRS            |
| 678610 | 2017 UK37                | 2 ottobre 2003    | Spacewatch            |
| 678611 | 2017 UD39                | 8 ottobre 2007    | CSS                   |
| 678612 | 2017 UL41                | 25 settembre 2011 | Pan-STARRS            |
| 678613 | 2017 UN41                | 22 ottobre 2012   | Pan-STARRS            |
| 678614 | 2017 UT49                | 2 agosto 2011     | Pan-STARRS            |
| 678615 | 2017 UV52                | 19 maggio 2015    | CTIO-DECam            |
| 678616 | 2017 UW52                | 23 aprile 2014    | CTIO-DECam            |
| 678617 | 2017 UH53                | 22 ottobre 2017   | Mount Lemmon Survey   |
| 678618 | 2017 UN53                | 20 maggio 2015    | CTIO-DECam            |
| 678619 | 2017 UF54                | 18 aprile 2015    | CTIO-DECam            |
| 678620 | 2017 UP54                | 23 aprile 2014    | CTIO-DECam            |
| 678621 | 2017 UU54                | 23 aprile 2014    | CTIO-DECam            |
| 678622 | 2017 UX54                | 20 ottobre 2017   | Mount Lemmon Survey   |
| 678623 | 2017 UA55                | 29 ottobre 2017   | Pan-STARRS            |
| 678624 | 2017 UJ55                | 19 ottobre 2017   | K. Sárneczky          |
| 678625 | 2017 UX55                | 22 ottobre 2017   | Mount Lemmon Survey   |
| 678626 | 2017 UC56                | 17 marzo 2015     | Pan-STARRS            |
| 678627 | 2017 US56                | 9 ottobre 2005    | Spacewatch            |
| 678628 | 2017 UX56                | 24 settembre 2017 | Pan-STARRS            |
| 678629 | 2017 UK59                | 20 ottobre 2017   | Mount Lemmon Survey   |
| 678630 | 2017 UT59                | 19 ottobre 2017   | Pan-STARRS            |
| 678631 | 2017 UW59                | 21 maggio 2015    | CTIO-DECam            |
| 678632 | 2017 UX59                | 18 aprile 2015    | CTIO-DECam            |
| 678633 | 2017 UG60                | 29 settembre 2008 | Mount Lemmon Survey   |
| 678634 | 2017 UW61                | 20 ottobre 2017   | Mount Lemmon Survey   |
| 678635 | 2017 UD62                | 16 ottobre 2017   | CSS                   |
| 678636 | 2017 UK63                | 7 settembre 2004  | Spacewatch            |
| 678637 | 2017 UL63                | 28 ottobre 2017   | Mount Lemmon Survey   |
| 678638 | 2017 UZ63                | 22 settembre 2017 | Pan-STARRS            |
| 678639 | 2017 UD66                | 30 ottobre 2017   | Pan-STARRS            |
| 678640 | 2017 UQ67                | 22 ottobre 2017   | Mount Lemmon Survey   |
| 678641 | 2017 UP68                | 8 novembre 1996   | Spacewatch            |
| 678642 | 2017 UO70                | 28 novembre 2013  | Mount Lemmon Survey   |
| 678643 | 2017 UT70                | 19 ottobre 2017   | Mount Lemmon Survey   |
| 678644 | 2017 UN72                | 30 ottobre 2017   | Pan-STARRS            |
| 678645 | 2017 UF78                | 5 luglio 2016     | Pan-STARRS            |
| 678646 | 2017 UG79                | 28 ottobre 2017   | Mount Lemmon Survey   |
| 678647 | 2017 UM82                | 28 ottobre 2017   | Mount Lemmon Survey   |
| 678648 | 2017 UW84                | 25 ottobre 2017   | Mount Lemmon Survey   |
| 678649 | 2017 UR85                | 18 aprile 2015    | CTIO-DECam            |
| 678650 | 2017 UF87                | 21 ottobre 2017   | Mount Lemmon Survey   |
| 678651 | 2017 UW88                | 17 ottobre 2017   | Mount Lemmon Survey   |
| 678652 | 2017 UA91                | 30 ottobre 2017   | Pan-STARRS            |
| 678653 | 2017 UD93                | 21 novembre 2003  | Spacewatch            |
| 678654 | 2017 UG93                | 30 ottobre 2017   | Pan-STARRS            |
| 678655 | 2017 UM93                | 1 maggio 2016     | Pan-STARRS            |
| 678656 | 2017 UV93                | 30 ottobre 2017   | Pan-STARRS            |
| 678657 | 2017 UY93                | 14 luglio 2016    | Pan-STARRS            |
| 678658 | 2017 UD94                | 7 agosto 2016     | Pan-STARRS            |
| 678659 | 2017 US94                | 20 ottobre 2017   | Mount Lemmon Survey   |
| 678660 | 2017 UA95                | 28 ottobre 2017   | Mount Lemmon Survey   |
| 678661 | 2017 UC95                | 27 ottobre 2017   | Mount Lemmon Survey   |
| 678662 | 2017 UH95                | 22 settembre 2017 | Pan-STARRS            |
| 678663 | 2017 UP95                | 17 ottobre 2017   | Mount Lemmon Survey   |
| 678664 | 2017 UU95                | 27 ottobre 2017   | Pan-STARRS            |
| 678665 | 2017 UW95                | 30 ottobre 2017   | Pan-STARRS            |
| 678666 | 2017 UP96                | 21 ottobre 2017   | Mount Lemmon Survey   |
| 678667 | 2017 US96                | 24 ottobre 2017   | Mount Lemmon Survey   |
| 678668 | 2017 UO97                | 28 ottobre 2017   | Pan-STARRS            |
| 678669 | 2017 UU97                | 21 maggio 2015    | CTIO-DECam            |
| 678670 | 2017 UV97                | 8 settembre 2016  | Pan-STARRS            |
| 678671 | 2017 UM98                | 29 ottobre 2017   | Mount Lemmon Survey   |
| 678672 | 2017 UN98                | 28 ottobre 2017   | Pan-STARRS            |
| 678673 | 2017 UR98                | 18 aprile 2015    | Mount Lemmon Survey   |
| 678674 | 2017 UT98                | 28 ottobre 2017   | Pan-STARRS            |
| 678675 | 2017 UB99                | 18 ottobre 2017   | Pan-STARRS            |
| 678676 | 2017 UK101               | 23 ottobre 2017   | I. Eglītis, K. Černis |
| 678677 | 2017 UT102               | 29 ottobre 2017   | Pan-STARRS            |
| 678678 | 2017 UZ102               | 7 agosto 2016     | Pan-STARRS            |
| 678679 | 2017 UY103               | 30 ottobre 2017   | Pan-STARRS            |
| 678680 | 2017 UG104               | 26 agosto 2012    | Pan-STARRS            |
| 678681 | 2017 UW104               | 17 settembre 2017 | Pan-STARRS            |
| 678682 | 2017 UQ105               | 28 ottobre 2017   | Pan-STARRS            |
| 678683 | 2017 UU105               | 23 ottobre 2017   | Mount Lemmon Survey   |
| 678684 | 2017 UV105               | 30 ottobre 2017   | Pan-STARRS            |
| 678685 | 2017 US107               | 30 ottobre 2017   | Pan-STARRS            |
| 678686 | 2017 UA108               | 28 ottobre 2017   | Pan-STARRS            |
| 678687 | 2017 US108               | 28 ottobre 2017   | Pan-STARRS            |
| 678688 | 2017 UQ109               | 27 ottobre 2017   | Pan-STARRS            |
| 678689 | 2017 US109               | 22 ottobre 2017   | Mount Lemmon Survey   |
| 678690 | 2017 UX110               | 28 ottobre 2017   | Pan-STARRS            |
| 678691 | 2017 UY110               | 25 ottobre 2016   | Pan-STARRS            |
| 678692 | 2017 UF111               | 29 ottobre 2017   | Pan-STARRS            |
| 678693 | 2017 UU113               | 18 aprile 2015    | CTIO-DECam            |
| 678694 | 2017 UW113               | 10 aprile 2015    | Mount Lemmon Survey   |
| 678695 | 2017 UG118               | 3 agosto 2016     | Pan-STARRS            |
| 678696 | 2017 UE130               | 22 ottobre 2017   | Pan-STARRS            |
| 678697 | 2017 UK136               | 30 ottobre 2008   | Spacewatch            |
| 678698 | 2017 UJ138               | 23 ottobre 2017   | Mount Lemmon Survey   |
| 678699 | 2017 UY146               | 8 agosto 2016     | Pan-STARRS            |
| 678700 | 2017 UE157               | 29 ottobre 2017   | Pan-STARRS            |

## 678701–678800
| Nome   | Designazione provvisoria | Data di scoperta  | Scopritore                                        |
| ------ | ------------------------ | ----------------- | ------------------------------------------------- |
| 678701 | 2017 US161               | 29 ottobre 2017   | Mount Lemmon Survey                               |
| 678702 | 2017 UX169               | 17 ottobre 2017   | Mount Lemmon Survey                               |
| 678703 | 2017 UK175               | 27 ottobre 2017   | Pan-STARRS                                        |
| 678704 | 2017 UA198               | 22 ottobre 2017   | Mount Lemmon Survey                               |
| 678705 | 2017 VC1                 | 16 settembre 2004 | LINEAR                                            |
| 678706 | 2017 VN1                 | 27 febbraio 2016  | Mount Lemmon Survey                               |
| 678707 | 2017 VD3                 | 10 ottobre 2012   | Mount Lemmon Survey                               |
| 678708 | 2017 VM3                 | 3 maggio 2016     | Pan-STARRS                                        |
| 678709 | 2017 VR3                 | 25 agosto 2012    | Mount Lemmon Survey                               |
| 678710 | 2017 VC4                 | 6 ottobre 2013    | Mount Lemmon Survey                               |
| 678711 | 2017 VK4                 | 8 settembre 2004  | LINEAR                                            |
| 678712 | 2017 VE5                 | 21 dicembre 2006  | L. H. Wasserman                                   |
| 678713 | 2017 VD9                 | 30 ottobre 2007   | Mount Lemmon Survey                               |
| 678714 | 2017 VJ14                | 9 dicembre 2004   | LINEAR                                            |
| 678715 | 2017 VV14                | 14 novembre 2017  | Mount Lemmon Survey                               |
| 678716 | 2017 VQ17                | 23 settembre 2017 | Pan-STARRS                                        |
| 678717 | 2017 VZ17                | 30 aprile 2014    | Pan-STARRS                                        |
| 678718 | 2017 VS18                | 19 febbraio 2015  | Pan-STARRS                                        |
| 678719 | 2017 VU18                | 26 settembre 2017 | Mount Lemmon Survey                               |
| 678720 | 2017 VF19                | 26 agosto 2012    | Pan-STARRS                                        |
| 678721 | 2017 VM19                | 24 settembre 2017 | Mount Lemmon Survey                               |
| 678722 | 2017 VH20                | 17 marzo 2015     | Pan-STARRS                                        |
| 678723 | 2017 VG21                | 30 settembre 2003 | Spacewatch                                        |
| 678724 | 2017 VB22                | 4 dicembre 2002   | Kitt Peak Obs.                                    |
| 678725 | 2017 VO22                | 13 novembre 2017  | Pan-STARRS                                        |
| 678726 | 2017 VK25                | 23 novembre 2012  | Spacewatch                                        |
| 678727 | 2017 VG26                | 12 dicembre 2012  | Mount Lemmon Survey                               |
| 678728 | 2017 VM26                | 10 ottobre 2008   | Spacewatch                                        |
| 678729 | 2017 VQ26                | 8 ottobre 2008    | Mount Lemmon Survey                               |
| 678730 | 2017 VF27                | 15 marzo 2012     | Spacewatch                                        |
| 678731 | 2017 VD28                | 29 aprile 2014    | CTIO-DECam                                        |
| 678732 | 2017 VF28                | 3 agosto 2017     | Pan-STARRS                                        |
| 678733 | 2017 VA29                | 6 maggio 2006     | Mount Lemmon Survey                               |
| 678734 | 2017 VP29                | 11 ottobre 2012   | Pan-STARRS                                        |
| 678735 | 2017 VV29                | 12 ottobre 2006   | Osservatorio astronomico della Montagna pistoiese |
| 678736 | 2017 VB30                | 23 ottobre 2012   | Spacewatch                                        |
| 678737 | 2017 VZ31                | 3 agosto 2017     | Pan-STARRS                                        |
| 678738 | 2017 VP32                | 22 settembre 2008 | Spacewatch                                        |
| 678739 | 2017 VW32                | 27 gennaio 2006   | Mount Lemmon Survey                               |
| 678740 | 2017 VH33                | 18 aprile 2015    | CTIO-DECam                                        |
| 678741 | 2017 VO33                | 27 dicembre 2013  | Mount Lemmon Survey                               |
| 678742 | 2017 VQ33                | 4 agosto 2017     | Pan-STARRS                                        |
| 678743 | 2017 VZ33                | 14 novembre 1998  | Spacewatch                                        |
| 678744 | 2017 VX34                | 12 novembre 2017  | Mount Lemmon Survey                               |
| 678745 | 2017 VC35                | 12 novembre 2017  | Mount Lemmon Survey                               |
| 678746 | 2017 VM37                | 18 aprile 2015    | CTIO-DECam                                        |
| 678747 | 2017 VN39                | 13 novembre 2017  | Pan-STARRS                                        |
| 678748 | 2017 VD40                | 2 ottobre 2017    | Mount Lemmon Survey                               |
| 678749 | 2017 VR41                | 9 novembre 2017   | Pan-STARRS                                        |
| 678750 | 2017 VW41                | 22 ottobre 2012   | Mount Lemmon Survey                               |
| 678751 | 2017 VO42                | 15 novembre 2017  | Mount Lemmon Survey                               |
| 678752 | 2017 VS42                | 15 novembre 2017  | Mount Lemmon Survey                               |
| 678753 | 2017 VH43                | 20 marzo 2015     | Pan-STARRS                                        |
| 678754 | 2017 VA44                | 14 novembre 2017  | Mount Lemmon Survey                               |
| 678755 | 2017 VT50                | 14 novembre 2017  | Mount Lemmon Survey                               |
| 678756 | 2017 VF52                | 12 novembre 2017  | Mount Lemmon Survey                               |
| 678757 | 2017 WG                  | 29 maggio 2017    | Mount Lemmon Survey                               |
| 678758 | 2017 WC1                 | 25 ottobre 2017   | Mount Lemmon Survey                               |
| 678759 | 2017 WF3                 | 26 settembre 2017 | Pan-STARRS                                        |
| 678760 | 2017 WJ4                 | 6 ottobre 1996    | Spacewatch                                        |
| 678761 | 2017 WK4                 | 30 luglio 2017    | Pan-STARRS                                        |
| 678762 | 2017 WL5                 | 18 novembre 2007  | Mount Lemmon Survey                               |
| 678763 | 2017 WP6                 | 7 ottobre 2012    | Pan-STARRS                                        |
| 678764 | 2017 WC7                 | 15 novembre 2017  | Mount Lemmon Survey                               |
| 678765 | 2017 WV8                 | 31 marzo 2009     | Mount Lemmon Survey                               |
| 678766 | 2017 WM11                | 5 maggio 2016     | Pan-STARRS                                        |
| 678767 | 2017 WS11                | 19 novembre 2009  | Mount Lemmon Survey                               |
| 678768 | 2017 WN12                | 11 aprile 2002    | NEAT                                              |
| 678769 | 2017 WP14                | 16 aprile 2007    | CSS                                               |
| 678770 | 2017 WZ15                | 3 dicembre 2002   | NEAT                                              |
| 678771 | 2017 WY16                | 1 settembre 2017  | Spacewatch                                        |
| 678772 | 2017 WT17                | 11 dicembre 2012  | Mount Lemmon Survey                               |
| 678773 | 2017 WS19                | 13 aprile 2012    | Spacewatch                                        |
| 678774 | 2017 WB22                | 8 gennaio 2006    | Spacewatch                                        |
| 678775 | 2017 WW22                | 1 dicembre 2006   | Mount Lemmon Survey                               |
| 678776 | 2017 WU24                | 27 dicembre 2013  | Mount Lemmon Survey                               |
| 678777 | 2017 WR25                | 4 aprile 2002     | NEAT                                              |
| 678778 | 2017 WU25                | 16 marzo 2015     | Pan-STARRS                                        |
| 678779 | 2017 WX25                | 16 giugno 2004    | Spacewatch                                        |
| 678780 | 2017 WX26                | 30 dicembre 2013  | M. Schwartz, P. R. Holvorcem                      |
| 678781 | 2017 WR29                | 25 novembre 2017  | PMO NEO                                           |
| 678782 | 2017 WT30                | 16 novembre 2017  | Mount Lemmon Survey                               |
| 678783 | 2017 WD31                | 22 novembre 2017  | Pan-STARRS                                        |
| 678784 | 2017 WJ32                | 18 novembre 2017  | Pan-STARRS                                        |
| 678785 | 2017 WS32                | 16 novembre 2017  | Mount Lemmon Survey                               |
| 678786 | 2017 WW33                | 17 novembre 2017  | Mount Lemmon Survey                               |
| 678787 | 2017 WD34                | 26 settembre 2005 | Spacewatch                                        |
| 678788 | 2017 WG35                | 16 novembre 2017  | Mount Lemmon Survey                               |
| 678789 | 2017 WC38                | 2 agosto 2016     | Pan-STARRS                                        |
| 678790 | 2017 WZ39                | 16 novembre 2017  | Mount Lemmon Survey                               |
| 678791 | 2017 WF42                | 8 aprile 2014     | Mount Lemmon Survey                               |
| 678792 | 2017 WM44                | 22 novembre 2017  | Pan-STARRS                                        |
| 678793 | 2017 WQ44                | 24 novembre 2017  | Mount Lemmon Survey                               |
| 678794 | 2017 WU44                | 24 novembre 2017  | Pan-STARRS                                        |
| 678795 | 2017 WX44                | 21 novembre 2017  | Mount Lemmon Survey                               |
| 678796 | 2017 WA46                | 26 novembre 2017  | Mount Lemmon Survey                               |
| 678797 | 2017 WT46                | 27 novembre 2017  | Mount Lemmon Survey                               |
| 678798 | 2017 WY47                | 11 aprile 2015    | Mount Lemmon Survey                               |
| 678799 | 2017 WB48                | 16 novembre 2017  | Mount Lemmon Survey                               |
| 678800 | 2017 WW49                | 17 novembre 2017  | I. Eglītis, K. Černis                             |

## 678801–678900
| Nome   | Designazione provvisoria | Data di scoperta  | Scopritore                   |
| ------ | ------------------------ | ----------------- | ---------------------------- |
| 678801 | 2017 WX61                | 6 luglio 2016     | Pan-STARRS                   |
| 678802 | 2017 WG64                | 22 novembre 2017  | Pan-STARRS                   |
| 678803 | 2017 WH64                | 27 ottobre 2016   | Mount Lemmon Survey          |
| 678804 | 2017 WT76                | 21 novembre 2017  | Mount Lemmon Survey          |
| 678805 | 2017 XG3                 | 27 novembre 2009  | Mount Lemmon Survey          |
| 678806 | 2017 XH4                 | 26 novembre 2013  | Spacewatch                   |
| 678807 | 2017 XC7                 | 3 dicembre 2012   | Mount Lemmon Survey          |
| 678808 | 2017 XL7                 | 24 febbraio 2014  | Pan-STARRS                   |
| 678809 | 2017 XP9                 | 2 aprile 2016     | Pan-STARRS                   |
| 678810 | 2017 XX12                | 28 ottobre 2017   | Pan-STARRS                   |
| 678811 | 2017 XO13                | 27 ottobre 2017   | Mount Lemmon Survey          |
| 678812 | 2017 XH14                | 9 novembre 2007   | Spacewatch                   |
| 678813 | 2017 XD17                | 19 ottobre 2003   | Spacewatch                   |
| 678814 | 2017 XP17                | 20 maggio 2015    | CTIO-DECam                   |
| 678815 | 2017 XT17                | 9 luglio 2016     | Pan-STARRS                   |
| 678816 | 2017 XJ19                | 1 dicembre 2005   | L. H. Wasserman, R. Millis   |
| 678817 | 2017 XM24                | 11 ottobre 2012   | Pan-STARRS                   |
| 678818 | 2017 XR27                | 6 novembre 2012   | Mount Lemmon Survey          |
| 678819 | 2017 XX27                | 18 aprile 2015    | CTIO-DECam                   |
| 678820 | 2017 XH28                | 20 maggio 2015    | CTIO-DECam                   |
| 678821 | 2017 XR29                | 29 dicembre 2005  | Spacewatch                   |
| 678822 | 2017 XH34                | 4 dicembre 2007   | Mount Lemmon Survey          |
| 678823 | 2017 XX35                | 30 ottobre 2017   | Pan-STARRS                   |
| 678824 | 2017 XL36                | 18 settembre 2003 | Spacewatch                   |
| 678825 | 2017 XM37                | 26 febbraio 2014  | Pan-STARRS                   |
| 678826 | 2017 XM38                | 18 novembre 2009  | Spacewatch                   |
| 678827 | 2017 XU38                | 14 novembre 2007  | Spacewatch                   |
| 678828 | 2017 XW38                | 23 settembre 2013 | Mount Lemmon Survey          |
| 678829 | 2017 XB39                | 21 novembre 2017  | Mount Lemmon Survey          |
| 678830 | 2017 XO39                | 22 ottobre 2003   | SDSS Collaboration           |
| 678831 | 2017 XU42                | 7 giugno 2016     | Pan-STARRS                   |
| 678832 | 2017 XZ47                | 12 settembre 2001 | Spacewatch                   |
| 678833 | 2017 XO52                | 12 dicembre 2012  | Mount Lemmon Survey          |
| 678834 | 2017 XQ52                | 9 novembre 2017   | M. Altmann, T. Prusti        |
| 678835 | 2017 XJ53                | 7 marzo 2016      | Pan-STARRS                   |
| 678836 | 2017 XN53                | 19 novembre 2008  | Spacewatch                   |
| 678837 | 2017 XN54                | 30 ottobre 2017   | Pan-STARRS                   |
| 678838 | 2017 XG56                | 4 novembre 2004   | Spacewatch                   |
| 678839 | 2017 XR56                | 30 ottobre 2017   | Pan-STARRS                   |
| 678840 | 2017 XO58                | 14 maggio 2015    | Pan-STARRS                   |
| 678841 | 2017 XJ63                | 4 giugno 2014     | Pan-STARRS                   |
| 678842 | 2017 XO63                | 12 dicembre 2017  | Pan-STARRS                   |
| 678843 | 2017 XP63                | 13 dicembre 2017  | Mount Lemmon Survey          |
| 678844 | 2017 XW63                | 13 dicembre 2017  | Mount Lemmon Survey          |
| 678845 | 2017 XG64                | 12 dicembre 2017  | Pan-STARRS                   |
| 678846 | 2017 XY65                | 13 dicembre 2017  | Mount Lemmon Survey          |
| 678847 | 2017 XT67                | 10 dicembre 2017  | Pan-STARRS                   |
| 678848 | 2017 XH69                | 12 dicembre 2017  | Pan-STARRS                   |
| 678849 | 2017 XN69                | 13 dicembre 2017  | Pan-STARRS                   |
| 678850 | 2017 XR69                | 15 dicembre 2017  | Mount Lemmon Survey          |
| 678851 | 2017 XE70                | 21 novembre 2003  | Spacewatch                   |
| 678852 | 2017 XG70                | 14 dicembre 2017  | Pan-STARRS                   |
| 678853 | 2017 XV71                | 10 dicembre 2017  | Pan-STARRS                   |
| 678854 | 2017 XE72                | 15 dicembre 2017  | Mount Lemmon Survey          |
| 678855 | 2017 XP72                | 14 dicembre 2017  | Mount Lemmon Survey          |
| 678856 | 2017 XX72                | 13 dicembre 2017  | Pan-STARRS                   |
| 678857 | 2017 XD74                | 12 dicembre 2017  | Pan-STARRS                   |
| 678858 | 2017 XB78                | 13 dicembre 2017  | Mount Lemmon Survey          |
| 678859 | 2017 XK81                | 15 dicembre 2017  | Mount Lemmon Survey          |
| 678860 | 2017 XS88                | 19 gennaio 2013   | Spacewatch                   |
| 678861 | 2017 YH                  | 5 dicembre 2016   | Space Surveillance Telescope |
| 678862 | 2017 YN                  | 2 settembre 2016  | Mount Lemmon Survey          |
| 678863 | 2017 YN2                 | 20 febbraio 2014  | Pan-STARRS                   |
| 678864 | 2017 YX2                 | 23 dicembre 2017  | Pan-STARRS                   |
| 678865 | 2017 YK3                 | 23 dicembre 2017  | Pan-STARRS                   |
| 678866 | 2017 YX6                 | 18 gennaio 2012   | Spacewatch                   |
| 678867 | 2017 YM9                 | 1 ottobre 2008    | CSS                          |
| 678868 | 2017 YO9                 | 30 maggio 2016    | Pan-STARRS                   |
| 678869 | 2017 YF10                | 10 agosto 2016    | Pan-STARRS                   |
| 678870 | 2017 YT11                | 1 agosto 2016     | Pan-STARRS                   |
| 678871 | 2017 YW12                | 8 febbraio 2008   | Mount Lemmon Survey          |
| 678872 | 2017 YT13                | 22 gennaio 2013   | Mount Lemmon Survey          |
| 678873 | 2017 YV13                | 17 febbraio 2004  | Spacewatch                   |
| 678874 | 2017 YT14                | 13 gennaio 2005   | CSS                          |
| 678875 | 2017 YC15                | 3 novembre 2011   | Mount Lemmon Survey          |
| 678876 | 2017 YF15                | 29 novembre 2013  | Spacewatch                   |
| 678877 | 2017 YG15                | 28 gennaio 2014   | CSS                          |
| 678878 | 2017 YZ15                | 10 ottobre 2016   | Mount Lemmon Survey          |
| 678879 | 2017 YR21                | 25 settembre 2016 | Mount Lemmon Survey          |
| 678880 | 2017 YQ22                | 28 dicembre 2017  | Mount Lemmon Survey          |
| 678881 | 2017 YU23                | 23 dicembre 2017  | Pan-STARRS                   |
| 678882 | 2017 YZ26                | 23 dicembre 2017  | Pan-STARRS                   |
| 678883 | 2017 YG27                | 23 dicembre 2017  | Pan-STARRS                   |
| 678884 | 2017 YO27                | 18 novembre 2016  | Mount Lemmon Survey          |
| 678885 | 2017 YB28                | 10 ottobre 2016   | Mount Lemmon Survey          |
| 678886 | 2017 YH28                | 20 dicembre 2017  | Mount Lemmon Survey          |
| 678887 | 2017 YT28                | 24 dicembre 2017  | Pan-STARRS                   |
| 678888 | 2017 YQ35                | 28 dicembre 2017  | Mount Lemmon Survey          |
| 678889 | 2017 YK37                | 26 dicembre 2017  | Mount Lemmon Survey          |
| 678890 | 2017 YF38                | 23 dicembre 2017  | Pan-STARRS                   |
| 678891 | 2017 YK39                | 5 aprile 2014     | Pan-STARRS                   |
| 678892 | 2017 YY39                | 24 dicembre 2017  | Pan-STARRS                   |
| 678893 | 2017 YP41                | 10 novembre 2016  | Mount Lemmon Survey          |
| 678894 | 2017 YE43                | 24 dicembre 2017  | Pan-STARRS                   |
| 678895 | 2017 YA44                | 23 dicembre 2017  | Pan-STARRS                   |
| 678896 | 2017 YM45                | 26 dicembre 2017  | Mount Lemmon Survey          |
| 678897 | 2017 YA52                | 25 dicembre 2017  | Pan-STARRS                   |
| 678898 | 2017 YG70                | 23 dicembre 2017  | Pan-STARRS                   |
| 678899 | 2018 AG2                 | 9 gennaio 2018    | Pan-STARRS                   |
| 678900 | 2018 AY2                 | 19 luglio 2009    | SSS                          |

## 678901–679000
| Nome   | Designazione provvisoria | Data di scoperta  | Scopritore                   |
| ------ | ------------------------ | ----------------- | ---------------------------- |
| 678901 | 2018 AR4                 | 28 ottobre 2017   | Pan-STARRS                   |
| 678902 | 2018 AB5                 | 8 agosto 2016     | Pan-STARRS                   |
| 678903 | 2018 AV6                 | 12 ottobre 2016   | Pan-STARRS                   |
| 678904 | 2018 AZ7                 | 27 dicembre 2006  | Mount Lemmon Survey          |
| 678905 | 2018 AM8                 | 14 febbraio 2013  | Mount Lemmon Survey          |
| 678906 | 2018 AV10                | 23 novembre 2011  | Spacewatch                   |
| 678907 | 2018 AX10                | 13 settembre 2007 | Spacewatch                   |
| 678908 | 2018 AC11                | 28 settembre 2008 | Mount Lemmon Survey          |
| 678909 | 2018 AU14                | 24 novembre 2011  | Mount Lemmon Survey          |
| 678910 | 2018 AZ16                | 23 settembre 2015 | Pan-STARRS                   |
| 678911 | 2018 AB19                | 15 gennaio 2018   | Pan-STARRS                   |
| 678912 | 2018 AH22                | 11 gennaio 2018   | Pan-STARRS                   |
| 678913 | 2018 AO22                | 12 gennaio 2018   | Mount Lemmon Survey          |
| 678914 | 2018 AV22                | 14 gennaio 2018   | Pan-STARRS                   |
| 678915 | 2018 AD23                | 12 gennaio 2018   | Mount Lemmon Survey          |
| 678916 | 2018 AO23                | 14 gennaio 2018   | Mount Lemmon Survey          |
| 678917 | 2018 AE27                | 13 gennaio 2018   | Mount Lemmon Survey          |
| 678918 | 2018 AU27                | 15 gennaio 2018   | Pan-STARRS                   |
| 678919 | 2018 AQ28                | 13 gennaio 2018   | Mount Lemmon Survey          |
| 678920 | 2018 AQ29                | 12 gennaio 2018   | Pan-STARRS                   |
| 678921 | 2018 AM36                | 9 gennaio 2018    | Mount Lemmon Survey          |
| 678922 | 2018 AJ39                | 14 marzo 2007     | Mount Lemmon Survey          |
| 678923 | 2018 AG41                | 14 gennaio 2018   | Pan-STARRS                   |
| 678924 | 2018 AY46                | 25 ottobre 2016   | Pan-STARRS                   |
| 678925 | 2018 AZ54                | 15 gennaio 2018   | Pan-STARRS                   |
| 678926 | 2018 AR62                | 6 ottobre 2016    | Pan-STARRS                   |
| 678927 | 2018 BP                  | 16 gennaio 2018   | Mount Lemmon Survey          |
| 678928 | 2018 BA2                 | 20 febbraio 2009  | Spacewatch                   |
| 678929 | 2018 BL2                 | 13 dicembre 2017  | Mount Lemmon Survey          |
| 678930 | 2018 BO2                 | 5 settembre 2010  | Mount Lemmon Survey          |
| 678931 | 2018 BP7                 | 2 gennaio 2012    | Mount Lemmon Survey          |
| 678932 | 2018 BP8                 | 10 marzo 2007     | Spacewatch                   |
| 678933 | 2018 BX8                 | 6 ottobre 2016    | Mount Lemmon Survey          |
| 678934 | 2018 BZ8                 | 22 ottobre 2016   | Mount Lemmon Survey          |
| 678935 | 2018 BH9                 | 13 novembre 2006  | Mount Lemmon Survey          |
| 678936 | 2018 BD10                | 5 marzo 2013      | Mount Lemmon Survey          |
| 678937 | 2018 BP10                | 28 maggio 2014    | Pan-STARRS                   |
| 678938 | 2018 BW10                | 21 ottobre 2016   | Mount Lemmon Survey          |
| 678939 | 2018 BC11                | 20 aprile 2013    | PTF                          |
| 678940 | 2018 BA13                | 12 agosto 2015    | Pan-STARRS                   |
| 678941 | 2018 BJ13                | 16 gennaio 2018   | Pan-STARRS                   |
| 678942 | 2018 BL16                | 27 gennaio 2018   | Mount Lemmon Survey          |
| 678943 | 2018 BZ17                | 20 gennaio 2018   | Pan-STARRS                   |
| 678944 | 2018 BO18                | 25 gennaio 2018   | Mount Lemmon Survey          |
| 678945 | 2018 BB22                | 9 luglio 2016     | Pan-STARRS                   |
| 678946 | 2018 BG24                | 25 gennaio 2018   | Mount Lemmon Survey          |
| 678947 | 2018 BF28                | 16 gennaio 2018   | Pan-STARRS                   |
| 678948 | 2018 BK30                | 16 gennaio 2018   | Pan-STARRS                   |
| 678949 | 2018 CZ4                 | 22 febbraio 2009  | Spacewatch                   |
| 678950 | 2018 CE5                 | 5 settembre 2010  | Mount Lemmon Survey          |
| 678951 | 2018 CV5                 | 21 aprile 2004    | LINEAR                       |
| 678952 | 2018 CP6                 | 19 ottobre 2011   | T. Lister                    |
| 678953 | 2018 CX6                 | 26 febbraio 2007  | CSS                          |
| 678954 | 2018 CJ7                 | 26 settembre 2012 | Mount Lemmon Survey          |
| 678955 | 2018 CK7                 | 27 dicembre 2008  | A. Asami, N. Hashimoto       |
| 678956 | 2018 CL7                 | 17 gennaio 2007   | CSS                          |
| 678957 | 2018 CB8                 | 11 dicembre 1998  | Spacewatch                   |
| 678958 | 2018 CH10                | 3 gennaio 2012    | Spacewatch                   |
| 678959 | 2018 CJ10                | 2 gennaio 2012    | CSS                          |
| 678960 | 2018 CK10                | 30 ottobre 2016   | Mount Lemmon Survey          |
| 678961 | 2018 CQ10                | 23 ottobre 2012   | M. Schwartz, P. R. Holvorcem |
| 678962 | 2018 CU10                | 16 marzo 2013     | CSS                          |
| 678963 | 2018 CQ11                | 17 febbraio 2007  | Mount Lemmon Survey          |
| 678964 | 2018 CC14                | 12 febbraio 2018  | Pan-STARRS                   |
| 678965 | 2018 CG16                | 18 dicembre 2003  | Spacewatch                   |
| 678966 | 2018 CE17                | 12 febbraio 2018  | Pan-STARRS                   |
| 678967 | 2018 CN18                | 12 febbraio 2018  | Pan-STARRS                   |
| 678968 | 2018 CP18                | 12 febbraio 2018  | Pan-STARRS                   |
| 678969 | 2018 CS18                | 10 febbraio 2018  | Pan-STARRS                   |
| 678970 | 2018 CD19                | 12 febbraio 2018  | Pan-STARRS                   |
| 678971 | 2018 CK19                | 11 febbraio 2018  | Pan-STARRS                   |
| 678972 | 2018 CB20                | 10 febbraio 2018  | Pan-STARRS                   |
| 678973 | 2018 DJ3                 | 28 dicembre 2013  | Spacewatch                   |
| 678974 | 2018 EL                  | 20 gennaio 2018   | Mount Lemmon Survey          |
| 678975 | 2018 EF3                 | 12 novembre 2010  | Mount Lemmon Survey          |
| 678976 | 2018 EH4                 | 13 marzo 2018     | Mount Lemmon Survey          |
| 678977 | 2018 EB5                 | 5 novembre 2016   | Mount Lemmon Survey          |
| 678978 | 2018 EJ6                 | 6 marzo 2014      | M. Schwartz, P. R. Holvorcem |
| 678979 | 2018 EZ6                 | 7 ottobre 2016    | Pan-STARRS                   |
| 678980 | 2018 FR5                 | 13 dicembre 2010  | Mount Lemmon Survey          |
| 678981 | 2018 FG18                | 22 gennaio 2012   | Pan-STARRS                   |
| 678982 | 2018 FE20                | 26 febbraio 2007  | Mount Lemmon Survey          |
| 678983 | 2018 FE22                | 21 marzo 2015     | Pan-STARRS                   |
| 678984 | 2018 FE26                | 1 ottobre 2005    | Mount Lemmon Survey          |
| 678985 | 2018 FL28                | 13 aprile 2013    | Pan-STARRS                   |
| 678986 | 2018 FV28                | 29 gennaio 2012   | Pan-STARRS                   |
| 678987 | 2018 FZ28                | 16 settembre 2009 | Spacewatch                   |
| 678988 | 2018 FB39                | 17 marzo 2018     | Pan-STARRS                   |
| 678989 | 2018 GY4                 | 13 aprile 2018    | Pan-STARRS                   |
| 678990 | 2018 GB6                 | 19 giugno 2013    | Pan-STARRS                   |
| 678991 | 2018 GL7                 | 18 gennaio 2012   | Spacewatch                   |
| 678992 | 2018 GC9                 | 8 ottobre 2004    | Spacewatch                   |
| 678993 | 2018 GN10                | 12 settembre 2015 | Pan-STARRS                   |
| 678994 | 2018 GF21                | 3 novembre 2015   | Pan-STARRS                   |
| 678995 | 2018 HE1                 | 14 aprile 2007    | CSS                          |
| 678996 | 2018 JG                  | 3 marzo 2013      | Mount Lemmon Survey          |
| 678997 | 2018 JE3                 | 13 aprile 2010    | Mount Lemmon Survey          |
| 678998 | 2018 JP3                 | 8 aprile 2002     | NEAT                         |
| 678999 | 2018 JS3                 | 2 marzo 2008      | PMO NEO                      |
| 679000 | 2018 JT3                 | 25 aprile 2000    | LONEOS                       |